# Duschbrits
En duschbrits eller duschsäng är ett hjälpmedel för att kunna duscha liggande, avsett för personer med olika typer av funktionsvariationer. Duschbritsen är en höj- och sänkbar brits med 15 - 20cm höga sarger och en helgjuten vattentät madrass som vilar mot sargerna. I madrassen finns oftast ett utlopp för vatten. 

## Användning

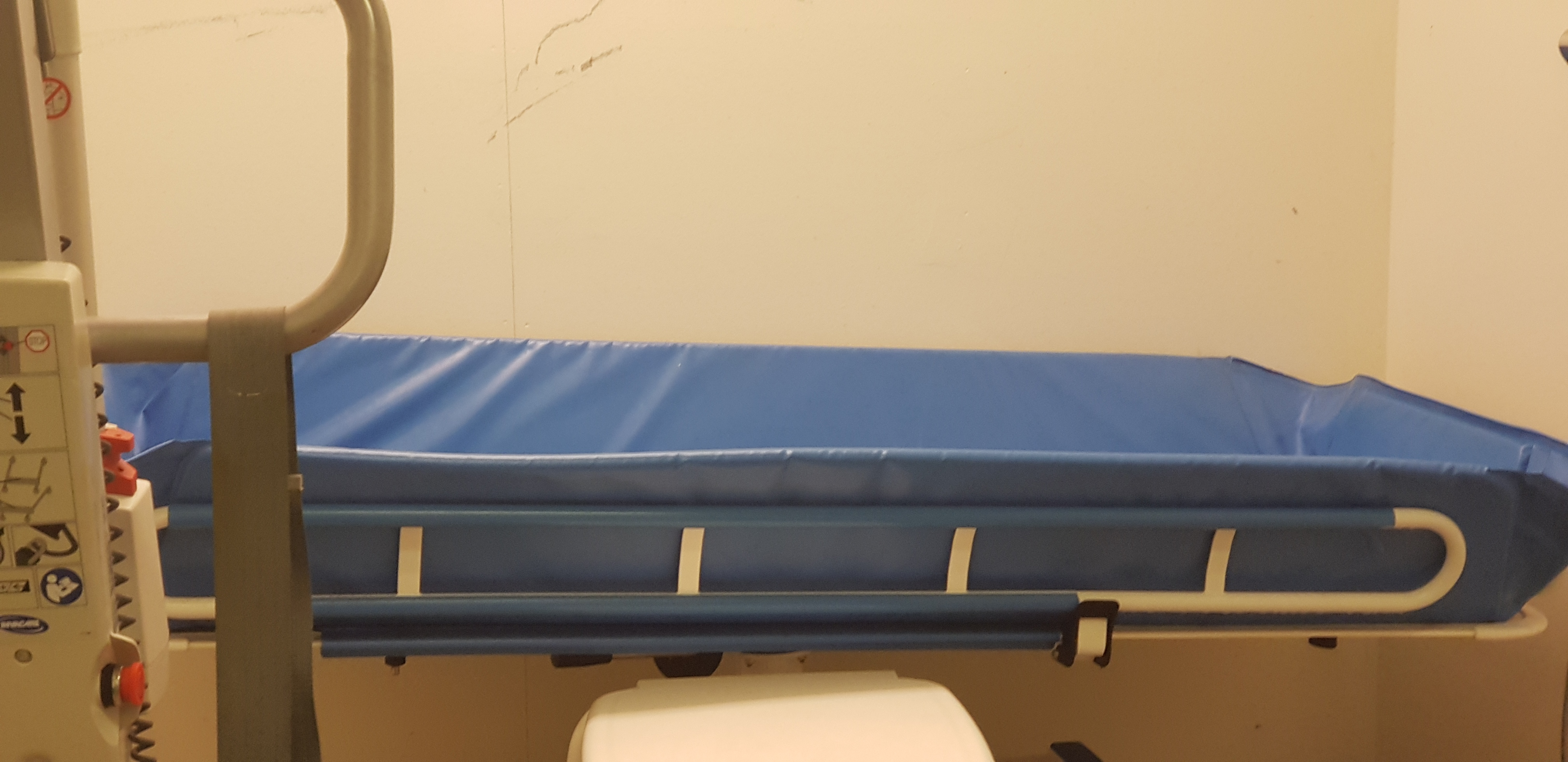
Exempel på en duschbrits.

En duschbrits eller duschsäng används av personer med olika funktionsvariationer som gör det svårt eller omöjligt för personen att stå eller sitta i en dusch eller inte har förmågan att tvätta sig själv. Med hjälp av en personlyft, lyfter man över personen från en säng, brits eller rullstol till duschbritsen. Man kan också förflytta personen mellan en säng till en duschbrits med hjälp av en glidskiva och ett eller två draglakan. Personen ligger sedan på duschbritsen igenom hela duschproceduren och får hjälp att bli tvättad, schamponerad och duschad. Duschbritsen underlättar också abretet för den eller de som hjälper personen att duscha. Tack vare att duschbritsen är höj- och sänkbar så kan en optimal arbetsställning uppnås. Till skillnad från en duschsstol eller duschpall där personen sitter ner, bidrar även duschbritsen till att den som hjälper personen att duscha lättare kan vända på personen och därmed också lättare komma åt alla områden på kroppen. 

## Konstruktion

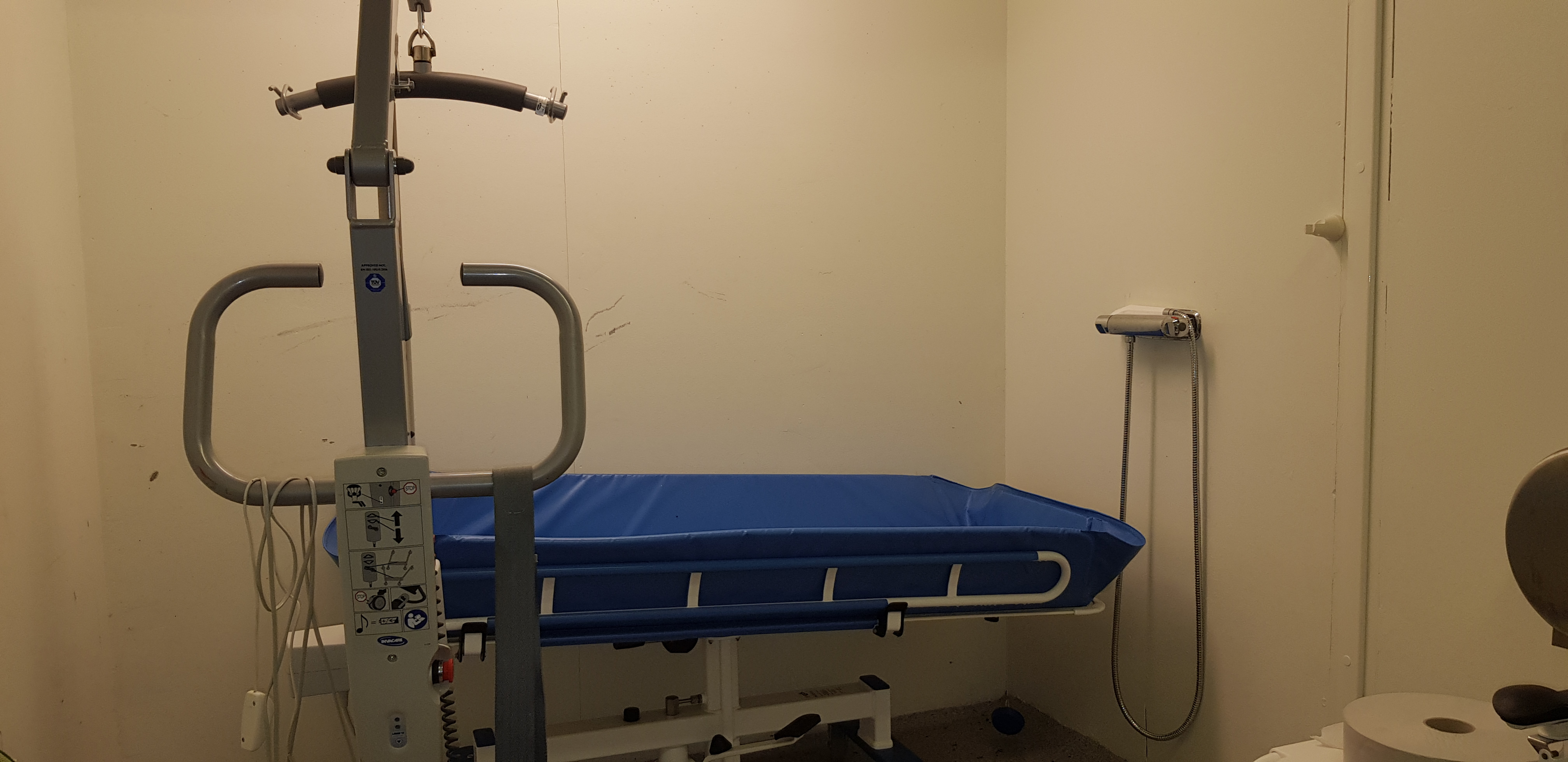
Duschbrits med en golvlyft

En duschbrits kan liknas vid en smal säng eller brits som försetts med 15 - 20cm höga sarger. Sargerna längs med långsidorna går oftast att fälla upp och ner för att underlätta för personen som skall duscha att komma i och ur duschbritsen. Innanför sargerna är en helgjuten madrass med 15-20 cm höga kanter i vinyl eller annat plastmaterial placerad. Madrassen tillsammans med sargen bildar ett lågt kar där man kan spola vatten utan att det rinner utanför kanterna. I änden av madrassen finns det ett hål där spillvatten kan rinna ut. Ibland är undersidan av spillvattenhålet försett med en avloppsslang som kan placeras i en golvbrunn för att minimera mängden vatten som rinner ut på golvet. En duschbrits är oftast 70 - 80 cm bred och finns i längder från 160 cm till 240 cm beroende på personen som skall nyttja duschbritsen. Duschbritsens underrede består av en metallkonstruktion med en lyftanonrdning som gör att man kan höja och sänka britsen. Lyftanorndingen står i sin tur på ett metallstativ med fyra låsbara hjul så att duschbritsen går att förflytta, men även låsa när den är placerad på rätt ställe.